# Ават Бокани
Ават Сабир, такође познат као Ават Бокани (рођен 3. фебруара 1987. селу Арбанус, Бокан, Источни Курдистан ) је курдски певач.